# Соснове-Багно
Соснове-Багно (пол. Sosnowe Bagno) — село в Польщі, у гміні Янув Сокульського повіту Підляського воєводства.
Населення — 31 особа (2011).
У 1975-1998 роках село належало до Білостоцького воєводства.

## Демографія
Демографічна структура станом на 31 березня 2011 року:
|          | Загалом | Допрацездатний вік | Працездатний вік | Постпрацездатний вік |
| -------- | ------- | ------------------ | ---------------- | -------------------- |
| Чоловіки | 17      | 3                  | 12               | 2                    |
| Жінки    | 14      | 3                  | 5                | 6                    |
| Разом    | 31      | 6                  | 17               | 8                    |